# Dan Malloy
Dannel Patrick "Dan" Malloy (Stamford, Connecticut, 21 de julio de 1955) es un político estadounidense del Partido Demócrata. Desde enero de 2011 hasta enero de 2019 ha ocupado el cargo de gobernador de Connecticut.
- Datos: Q714269
- Multimedia: Dannel Malloy / Q714269